# Brantford
Brantford es una ciudad situada en el Grand River, al sur de Ontario, Canadá. Este municipio de un solo nivel es un enclave dentro del condado de Brant y que forma parte de la misma división del censo, pero Brantford es un municipio distinta de ella. La ciudad tenía una población de 90 192 habitantes en el censo de 2006 en Canadá.
Brantford está conectado a Woodstock, en el oeste y Hamilton en el este por la carretera 403 y de Cambridge al norte y Simcoe al sur por la autopista 24.
Brantford es a veces conocido por el apodo de La Ciudad de teléfono como el ex residente de la ciudad de Alexander Graham Bell realizó la primera llamada telefónica distante de la comunidad a París, Ontario, en 1876. Es también el lugar de nacimiento del jugador de hockey Wayne Gretzky, el comediante Phil Hartman, así como del Grupo de los Siete miembros Lawren Harris.

## Ciudades Hermanadas
- Ostrów Wielkopolski, Polonia[2]